# Grazer Stadtpark

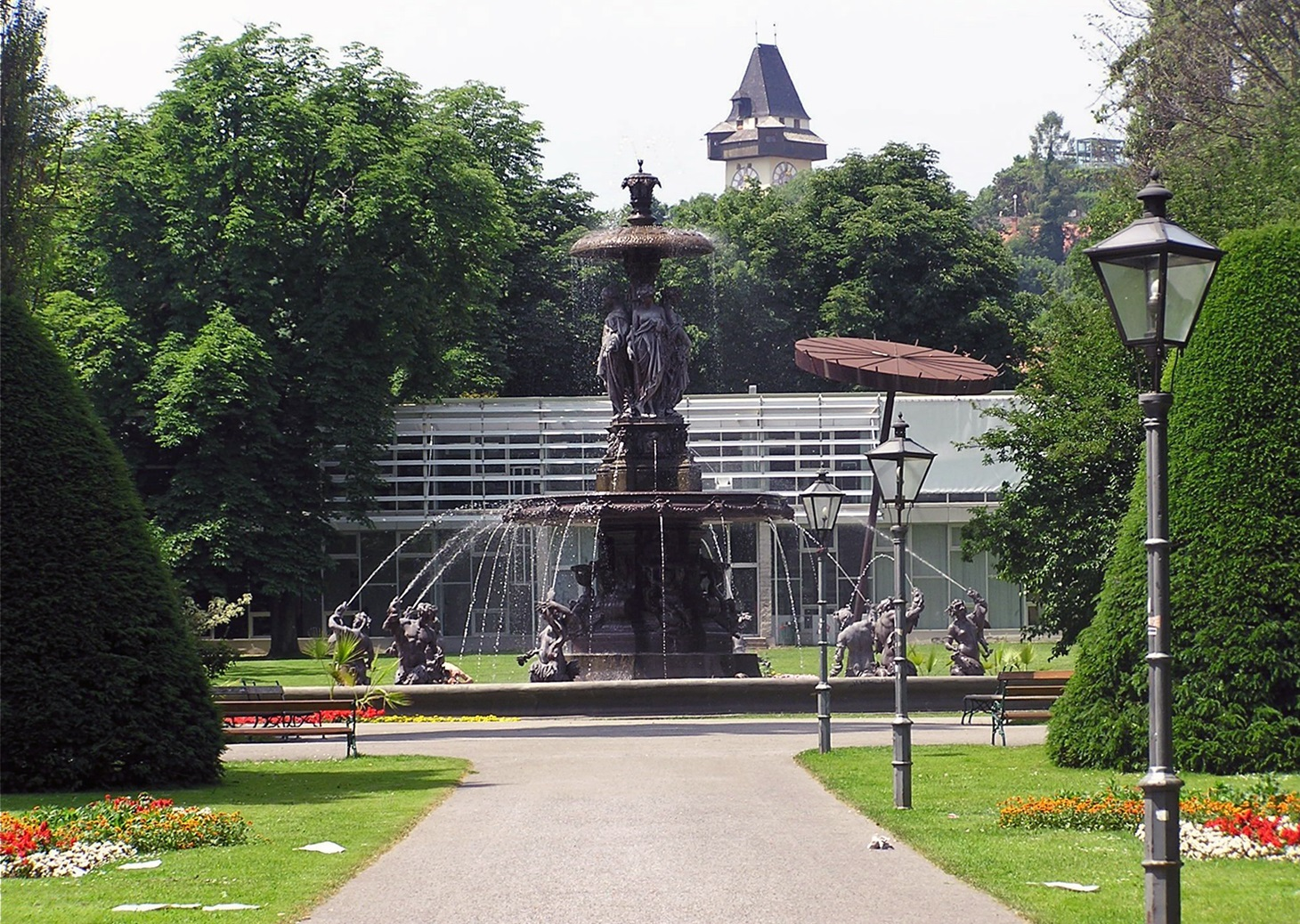
Stadtparkbrunnen mit Blick zum Grazer Uhrturm. (Rechts hinter dem Brunnen die Skulptur Brunnenwerk, lokal: Rostiger Nagel, von Serge Spitzer, 1985)

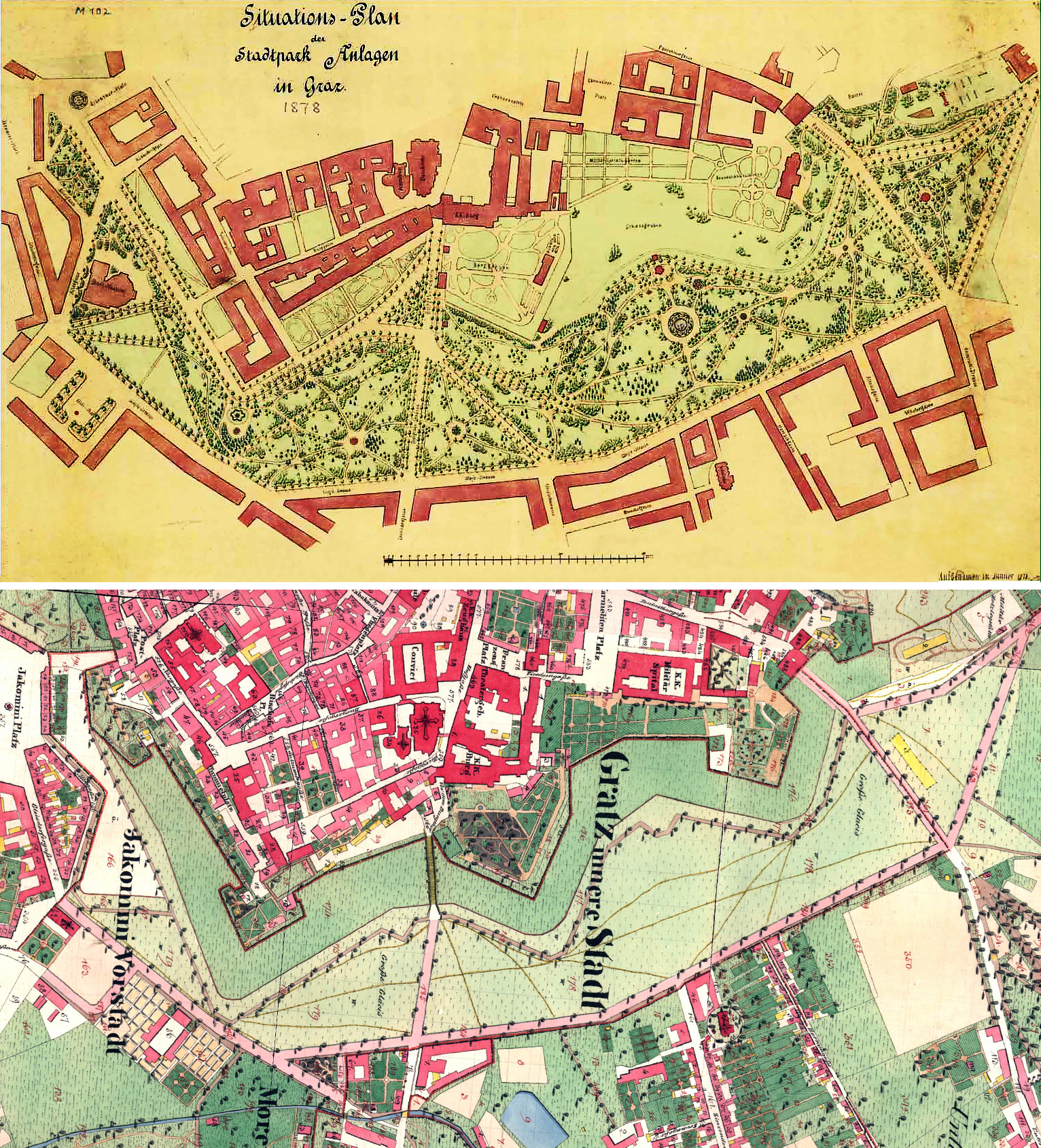
Franz Marauschek (1830–1902), Obergärtner von Schloss Metahof: Situations-Plan der Stadtpark Anlagen in Graz, 1878
Unten: Ausschnitt aus der Mappe des Franziszeischen Katasters, 1820

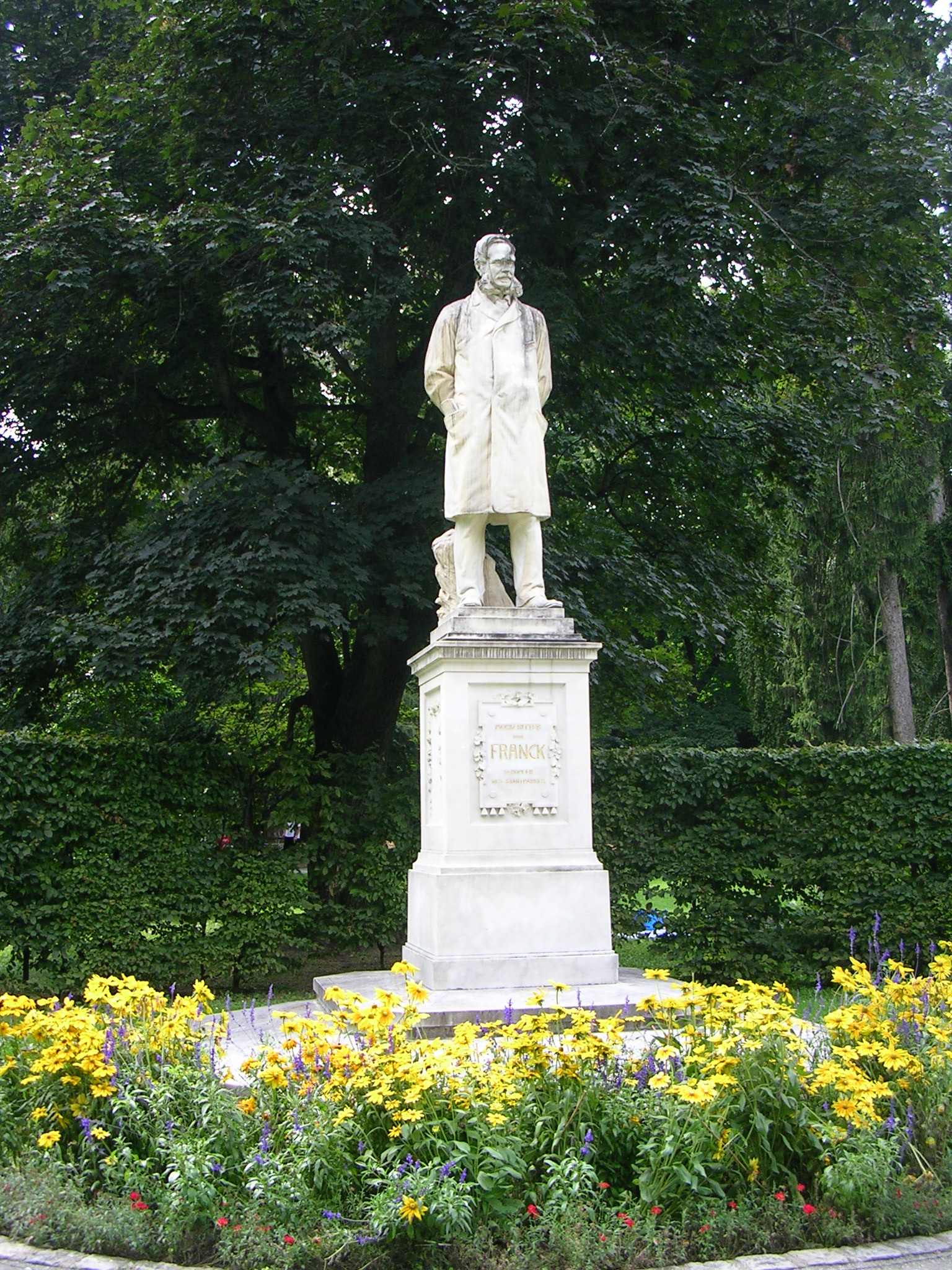
Edmund Hellmer, 1899: Denkmal für Moritz Ritter von Franck

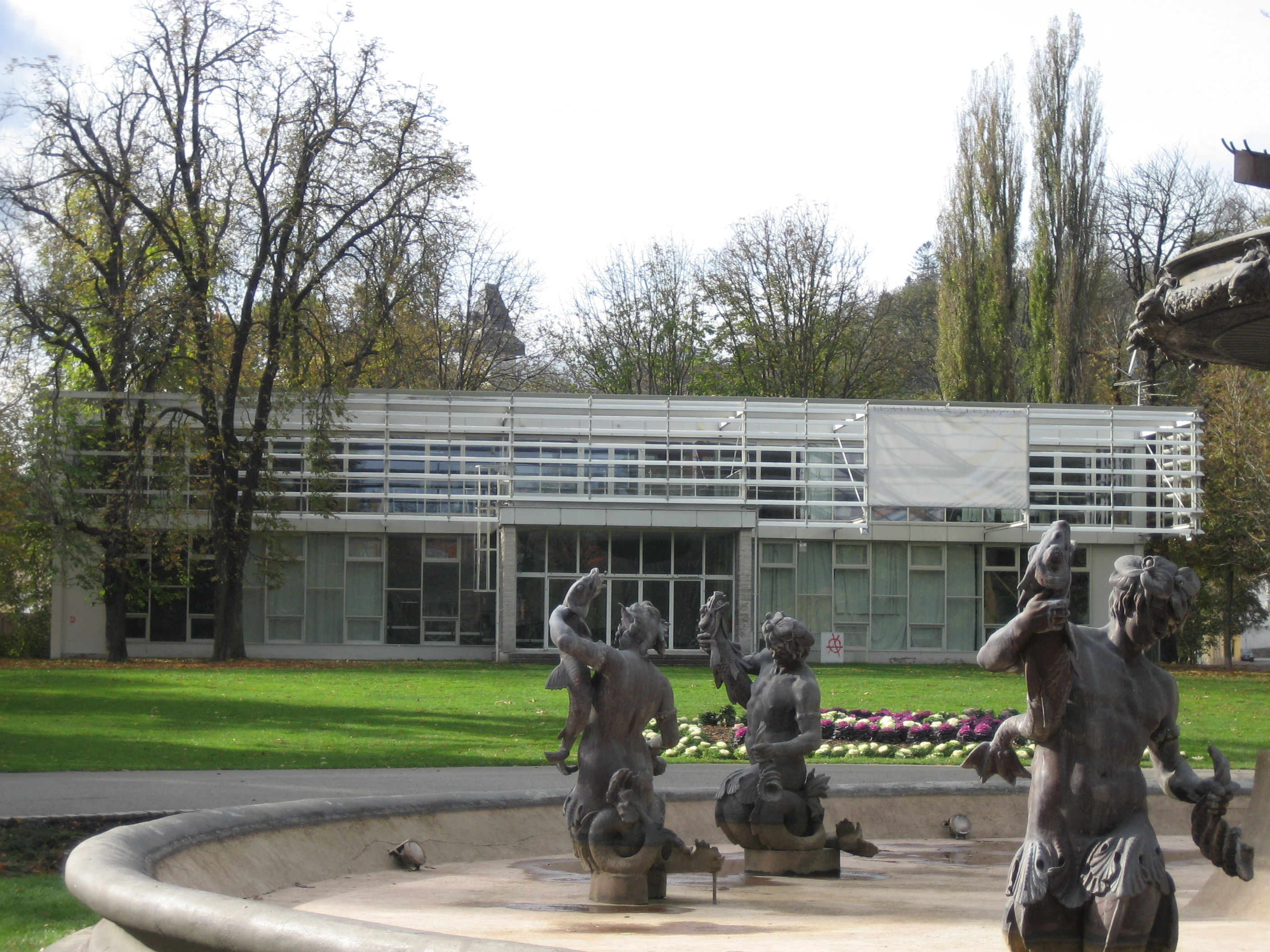
Blick vom Brunnen zum Forum Stadtpark, im Hintergrund der Uhrturm

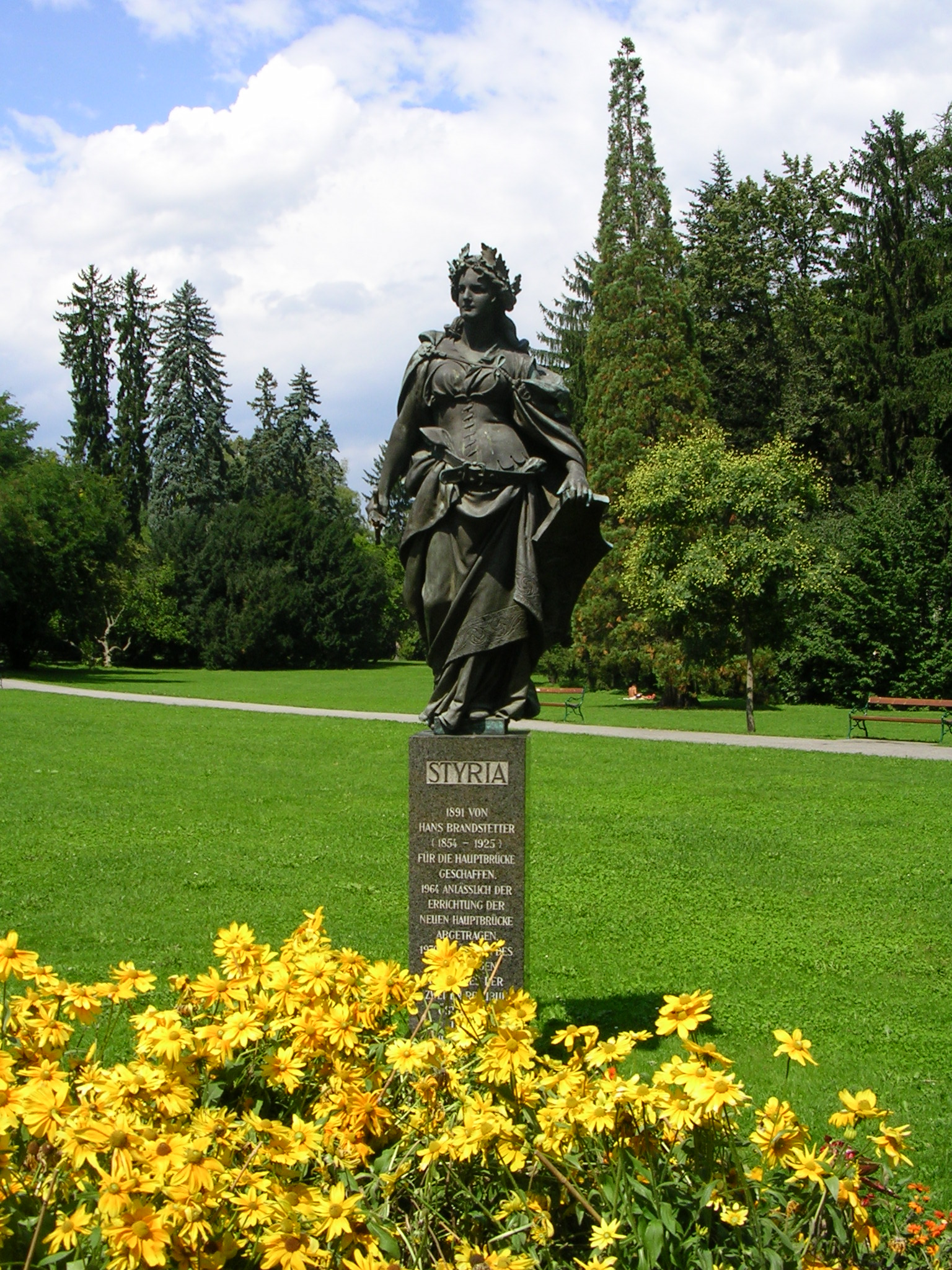
Hans Brandstetter (1891): Styria, für die Hauptbrücke (heute: Erzherzog-Johann-Brücke) geschaffen, dort 1964 wegen Neubaus abgetragen, 1970 im Stadtpark aufgestellt

Der Grazer Stadtpark, die größte öffentliche Grazer Parkanlage, wurde 1869 auf der Fläche des Glacis vor der Stadtmauer unter Bürgermeister Moritz Ritter von Franck begründet und 1872 fertiggestellt.

## Entstehung
Bereits 1862 hatte die Stadt Graz versucht, die 1784 von den steirischen Landständen ersteigerten Glacisflächen zur Errichtung eines öffentlichen Parks zu erwerben. Erst Ende 1868 konnte zwischen der Gemeinde Graz und der Militärverwaltung ein Grundstückstausch stattfinden. Das nutzlos gewordene Glacis vor den Stadtmauern wurde von der Gemeinde Graz übernommen, das Militär bekam dafür den von der Kommune um 36.000 Gulden an zinsfreien Privatkrediten erworbenen Feliferhof als Schießplatz. Gemäß Reichsgesetz vom 22. November 1868 war auf den ca. 12,6 ha großen Glacisgründen ein öffentlicher Park anzulegen, auf dem mit Ausnahme eines Cursalons ohne Zustimmung des Ärars keine Gebäude errichtet werden durften. Am 28. Dezember 1868 präsentierte Moritz von Franck dem Grazer Gemeinderat einen Plan für die Errichtung eines Stadtparks inklusive eines (der Stadt bis dahin fehlenden großräumigen) Kursalons sowie einer Wasserleitung. Für Organisation, Finanzierung (Bildung von Aktiengesellschaften) und Ausführung des Projekts schlug er die Gründung eines Vereins vor, den später bis 1922 tätigen „Verein zur Stadtverschönerung in Graz“. Anfang Mai 1869 lobte der Verein einen mit 1. September des Jahres befristeten, drei Preise vorsehenden Wettbewerb aus. 1870 wurde vom Bürgermeister der erste Spatenstich gesetzt sowie das Pflanzen eines Baumes vorgenommen. Mit sichtbar fortschreitender Arbeit am Stadtpark erhoffte man sich auch eine Besserung der Sanitätsverhältnisse, da Mitte 1870 die Sterblichkeitsziffer lokal höher war als jene in der Reichshauptstadt Wien. 1871 ging die Regierung vom Grundsatz der unbebaut zu bleibenden Liegenschaft ab, als der Minister für Kultus und Unterricht, Karl von Stremayr, den Neubau der Universität auf stadtseitigen Teilen des Stadtparks vorschlug.
Ende 1872 war die erste Gestaltung des Stadtparks hauptsächlich nach den Plänen des Malers Ernst Matthèy-Guenet († 1898) abgeschlossen. Zu Ehren von Moritz von Franck, Gründer und langjähriger Obmann des Verschönerungsvereins, setzte man im Stadtpark eine Eiche ().

## Gestaltung
Der 1869 gegründete Stadtverschönerungsverein hatte das Ziel einen Naturpark nach Art eines Englischen Gartens anzulegen, wobei das Interesse an seltenen, exotischen Bäumen im Vordergrund stand. Auf den einstigen Dämmen wurden Doppelalleen angelegt. Die ursprünglichen Gaslaternen wurden in den 1970er Jahren auf elektrischen Betrieb umgerüstet, wobei die alten gusseisernen Stelen erhalten werden konnten. Im Park befinden sich 600 gusseiserne Ruhebänke sowie 1.989 Bäume. Im 20. Jahrhundert wurde die Parkanlage auch zu einer Freilichtgalerie zur steirischen Kulturgeschichte erweitert. Büsten von Robert Hamerling, Robert Stolz, Peter Rosegger, Johannes Kepler und anderen wurden aufgestellt. Neben dem Paulustor wurde für den Katholikentag 1981 eine Veranstaltungswiese geschaffen und mehrere Radwege angelegt. Nahe dem Zentrum des Parks steht das Forum Stadtpark, das sich aus dem ehemaligen Stadtparkcafe entwickelt hat. Gleich daneben wurde 1877 ein Musikpavillon errichtet.
Den Mittelpunkt der Parkanlage bildet der Stadtparkbrunnen, ein im Inneren der Rotunde platziert gewesenes, mit einem Ehrendiplom für Kunstguss gewürdigtes Exponat der Wiener Weltausstellung 1873, das später nach Kaiser Franz Joseph I. benannt worden ist. Die Brunnenskulptur wurden von Jean-Baptiste-Jules Klagmann (1810–1867) geschaffen und vom Silber- und Bronzefabrikanten Antoine Durenne (1822–1895) umgesetzt. Nachdem im Mai 1874 der Gemeinderat der Stadt Wien vom Kauf der ihr schon während der Weltausstellung vom Vertreter der Firma Durenne zu Bedingungen weit unter ihren Gestehungskosten offerierten, von mehreren Städten umworbenen Brunnenteile (Brunnenmittelteil samt Beckendekorationen) Abstand genommen hatte, akzeptierte die Stadt Graz das Angebot zu 30.000 Gulden (zehn Jahresraten à 3.000 Gulden) und unterfertigte den Vertrag am 4. August 1874. Am 19. August 1874 traf der mit fünf Bahnwaggons transportierte Brunnen in Graz ein und wurde an den im Stadtpark bereits baulich vorbereiteten Platz gebracht. Wilhelm Kienzl (1827–1902), Bürgermeister der Stadt Graz, setzte im Beisein von Landeshauptmann Moritz von Kaiserfeld (1811–1885) die Brunnenanlage am 4. Oktober 1874, dem Namenstag Franz Josephs I., in Betrieb. Der Brunnen (mit acht Bronzefiguren im Becken) war, zumindest im Eröffnungsmonat, täglich nur von 16 bis 17 Uhr wassergespeist. Nach dem Zweiten Weltkrieg, 1952, wurde der durch Spenden der Grazer Bevölkerung renovierte (und mit einem Schutzgitter umzäunte) Stadtparkbrunnen wieder eröffnet.

## Geplante Erweiterung
Im Jahr 2016 war geplant, den Stadtpark um einen angrenzenden Parkplatz in der Größe von 4000 m² zu erweitern, der schon früher zum Parkareal gehörte. Dieser wird von der Landespolizeidirektion Steiermark  genutzt und steht im Eigentum der Bundesimmobiliengesellschaft. Dieses Ansinnen wurde von der Polizei jedoch abgelehnt, obgleich die Stadt Graz Ausweichparkmöglichkeiten zusagte. Die ein paar Jahre davor seitens der Polizei angedachte völlige Absiedlung ihrer Dienststellen (unter anderem grenzt das Polizeianhaltezentrum Graz an den Stadtpark) von diesem Standort und Verlagerung in das Hauptgebäude der LPD Steiermark in die Straßganger Straße, wurde andererseits von der Stadt Graz damals beeinsprucht.

## Schutzstatus
Der Grazer Stadtpark steht unter Denkmalschutz und ist seit 1987 als geschützter Landschaftsteil ausgewiesen. Das Land Steiermark und die Grazer Stadtverwaltung wollen allerdings Teile des Parks aus dem Naturschutzstatus entlassen, Anlass dafür ist ein Stück Kunstrasen im Landessportzentrum am Rande des Parks.